# Заветненское сельское поселение (Советский район)
Заветненское се́льское поселе́ние (укр. Завітненське сільське поселення, крымскотат. Шавурчи кой юрту) — муниципальное образование в северной части Советского района Республики Крым России.
Административный центр — село Заветное.

## География
Находится в степном Крыму, у границы с Нижнегорским районом.

## Население
| 2001  | 2014  | 2015  | 2016  | 2017  | 2018  | 2019  |
| ----- | ----- | ----- | ----- | ----- | ----- | ----- |
| 2487  | ↘2156 | ↗2158 | ↗2166 | ↘2136 | ↘2124 | ↗2140 |
| 2020  | 2021  |       |       |       |       |       |
| ↘2130 | ↗2134 |       |       |       |       |       |

## Состав сельского поселения
| № | Населённый пункт | Тип населённого пункта       | Население |
| - | ---------------- | ---------------------------- | --------- |
| 1 | Заветное         | село, административный центр | ↘1628     |
| 2 | Пчельники        | село                         | ↘528      |

## История
В советское время был образован Заветненский сельский совет.
Статус и границы Заветненского сельского поселения установлены Законом Республики Крым от 5 июня 2014 года № 15-ЗРК «Об установлении границ муниципальных образований и статусе муниципальных образований в Республике Крым».